# Marcel Zischg

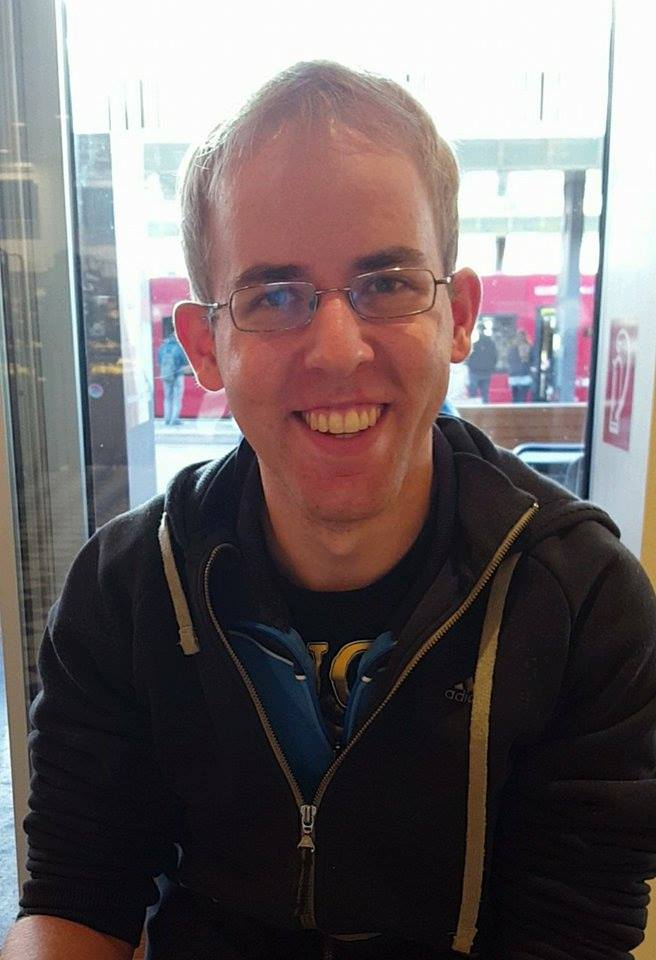
Marcel Zischg

Marcel Zischg (* 18. Januar 1988 in Meran) ist ein italienischer Autor, in dessen Büchern vor allem Kinder und Jugendliche im Mittelpunkt stehen. Er lebt und wirkt in Südtirol.

## Leben
Marcel Zischg wuchs in Naturns im Burggrafenamt auf. Nach der Mittelschule besuchte er die Handelsoberschule Franz Kafka in Meran und studierte anschließend in Innsbruck Germanistik und Vergleichende Literaturwissenschaften. Während seiner Studienzeit veröffentlichte er Kurzgeschichten und Märchen in Anthologien sowie seinen ersten Erzählband „Familie am Bach“ im Provinz Verlag Brixen. Für das 700-jährige Stadtjubiläum Meran verfasste er zusammen mit dem italienischen Schriftsteller Andrea Valente eine Geschichtensammlung für Kinder. Im selben Jahr gewann er die 6. Ausschreibung „Talente“ (zusammen mit zwei weiteren Autoren) des Innsbrucker Literaturvereins Cognac & Biskotten mit seinen unveröffentlichten Kurzgeschichten, in denen zumeist die seelischen Probleme junger Menschen im Mittelpunkt stehen.
Außerdem verfasst Zischg regelmäßig Filmkritiken auf der Website maerchenfilm.info. Im Jahr 2020 erreichte seine Erzählung „Die blauen Rosen“ die Schlussrunde des Mölltaler Geschichtenfestivals. 2021 veröffentlichte er im Zuge des Literaturwettbewerbs Antonino Russo Giusti seine erste italienische Kurzgeschichte „L' albero e i fanfaroni“ in einer Anthologie.
Seit 2021 ist er der verantwortliche Bibliothekar für die Volk- und Mittelschule in Glurns und für die Mittelschule in Prad im jeweiligen Schulsprengel.

## Bibliographie (Auswahl)
- Familie am Bach. Erzählungen. Brixen: Provinz Verlag 2013.
- Das Märchen von Herr und Frau Einfalt / La favola del signor e della signora uniformità. In: Geschichten der Vielfalt. Bozen: Eurac 2014.
- Wandernder Berg, badender Zwerg. Märchen. Brixen: Provinz Verlag 2014.
- Die Königin von Verlorenherz. Jugendbuch. Leipzig: Engelsdorfer Verlag, 2016.
- Der verlassene Rummelplatz. Erzählungen. Leipzig: Engelsdorfer Verlag 2016.
- Was fehlt eigentlich: Erzählungen. tredition, 2018
- Die Hexe und der Zauberbaum. Engelsdorfer Verlag, 2018
- Cognac & Biskotten Talente Nr. 4–6. Anthologie. Cognac und Biskotten, 2018

## Auszeichnungen
- 2017: 3. Preis beim Literaturwettbewerb ankommen-teilwerden-gemeinsam gestalten der 11. Bonner Buchmesse Migration, Kategorie: Kinder- und Jugendliteratur mit Kakapo. Ein Kindermärchen aus Neuseeland
- 2021: Finalist/zweiter Platz beim 14. Literaturpreis Merano-Europa, Kategorie: Deutsche Erzählprosa mit der Erzählung Jona und Elia